# Galliker Holding
Die Galliker Holding AG mit Sitz in Altishofen ist ein international tätiges Schweizer Transport- und Logistikunternehmen. Galliker befindet sich zu 100 % in Familienbesitz.

## Geschichte
Das Unternehmen ging 1918 aus der in Luthern Bad ansässigen Pferde-Fuhrhalterei hervor, mit der bereits zuvor Transportaufträge ausgeführt wurden. Mit dem damaligen Fuhrpark wurden für Kunden in der Region Holz-, Futter-, Käse- und an Sonntagen Personentransporte durchgeführt. 1918 wurde der erste eisenbereifte Lastwagen in Betrieb genommen.
Nach dem Tod des Firmengründers Josef Galliker übernahmen 1962 Peter und Helene Galliker den Transportbetrieb mit den damaligen fünf Fahrzeugen und drei Angestellten. Die Anschaffung des ersten Autotransporters 1965 setzte den Grundstein für das spätere Wachstum. Galliker führte damit für Automobil- und Lastwagen-Hersteller Transporte nach Skandinavien aus. Parallel dazu wurden die Aktivitäten in der Schweiz, vor allem im Bereich Warentransporte, schrittweise ausgebaut. In den 1970er-Jahren erfolgte eine verstärkte internationale Ausrichtung mit neuen Destinationen in Italien und Belgien sowie eine rasche Erweiterung der Fahrzeugflotte.
1980 zog das mittlerweile rund 90 Mitarbeiter und 75 Lkws zählende Unternehmen nach Altishofen, wo Galliker 1986 zwei Lagerhäuser in Betrieb nahm und damit seine Aktivitäten auf die Lagerlogistik ausweitete. 1988 eröffnete Galliker seine erste ausländische Niederlassung in Belgien, der im Verlaufe der Jahre weitere in Italien, Luxemburg, Schweden und in der Slowakei folgten. Ab Ende der 1990er-Jahre wurden in der Schweiz nebst mehreren Niederlassungen insbesondere auch verschiedene neue Logistikstandorte aufgebaut.
Galliker Holding, Planzer Transport, Camion-Transport und Bertschi haben sich 2020 über die Swiss Combi AG mit 35 % an SBB Cargo beteiligt. Galliker hält 10 % der Swiss Combi-Aktien.
Im Oktober 2021 nahm Galliker einen Futuricum-42-Tonnen-Elektrolastkraftwagen in Betrieb.

## Tätigkeitsgebiet
Die Unternehmensgruppe umfasst die sechs Geschäftsbereiche Cargo Logistics; Food, Frigo & Fresh Logistics; Car & Bike Logistics; Parts Logistics; Flower Logistics und Healthcare Logistics.

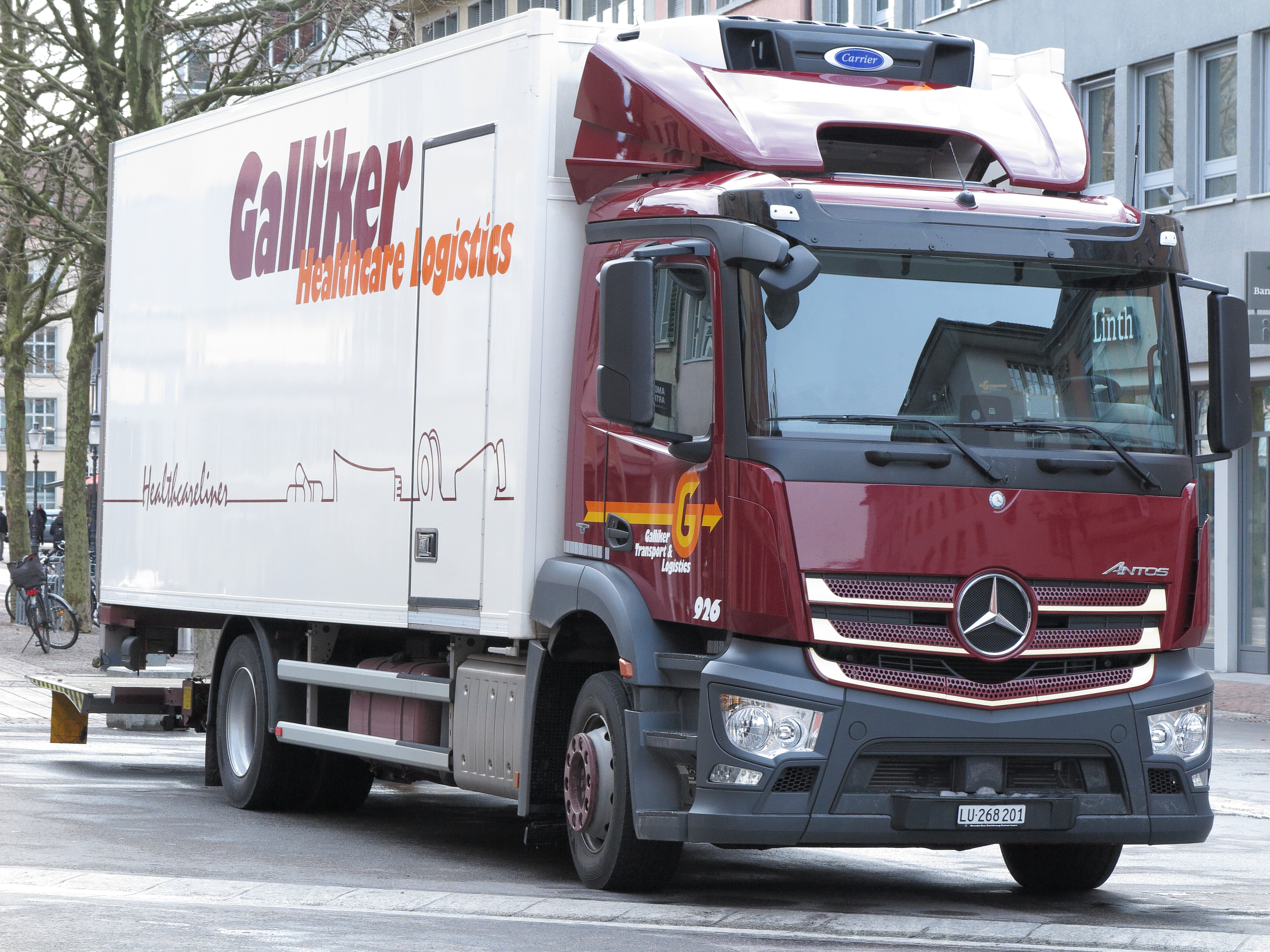
Galliker Healthcare Logistics LKW in Winterthur

Cargo Logistics befasst sich mit dem Gütertransport über Schiene und Strasse in der Schweiz und im Ausland. Food, Frigo & Fresh Logistics umfasst die Übernahme, Zwischenlagerung, Bereitstellung und den Transport von Lebensmitteln im In- und Ausland. Hierfür werden Kühlhäuser und Kühlfahrzeuge eingesetzt. Car Logistics beinhaltet den Transport von Neuwagen ab den Produktionsstätten der Autohersteller sowie ab Seehäfen in Belgien, Holland, Deutschland und Italien in das eigene Logistik-Zentrum in Altishofen, von wo aus die Automobile in der ganzen Schweiz verteilt werden. Parts Logistics befasst sich mit Ersatzteilversorgung und umfasst die Lieferung von Ersatzteilen aus verschiedenen Herkunftsländern an die Händler in der ganzen Schweiz. Der Geschäftsbereich Flower Logistics beinhaltet den Transport frisch geschnittener Blumen ab den Blumenbörsen in Holland für den Schweizer Markt.